# Kladovo
Gradić Kladovo (preko 15 000 stanovnika) središte je istoimene općine (32 000) koja pripada Borskom okrugu u Republici Srbiji. Kladovo je u ranijim stoljećima bio utvrđeni grad, čiji se ostaci nalaze neposredno prije ulaska u suvremeni grad idući Đerdapskom magistralom u pravcu Donjeg Milanovca prema Kladovu. Kladovo je u doba SFRJ posjedovalo veliko brodogradilište, koje je od uvođenja sankcija SB Ujedinjenih naroda stagniralo. U Kladovu se nalazi i upravna zgrada hidrosistema "Đerdap", jedan od najboljih u tom dijelu Srbije. Telefonski pozivni broj za Kladovo je 019, a poštanski broj (od 1974. do 2015.) 19320, automobilska oznaka "BO" (Bor).